# Jake Shields
Jake Shields, (født 9. januar 1979 i Mountain Ranch i Californien i USA), er en amerikansk MMA-udøver som tidligere har konkurreret i organisationen Ultimate Fighting Championships (UFC) weltervægtsdivision. Inden Shields debuterede i UFC i oktober 2010 havde han blandt andet været mester i i organisationerne Strikeforce, EliteXC, Shooto og Rumble on the Rock. Under karrieren har han blandt andet besejret Yushin Okami, Carlos Condit, Paul Daley, Dan Henderson og danske Martin Kampmann. Udover mixed martial arts har han også konkurreret indenfor Brasiliansk Jiu-jitsu hvor han blandt andet har vundet bronze til ADCC Submission Wrestling World Championship (2005). Han beskriver sin stil som amerikansk Jiu-jitsu.
Shields træner på Cesar Gracie Jiu-Jitsu sammen med blandt andre Nick Diaz, Nate Diaz og Gilbert Melendez.

## Biografi

### Tidligt liv
Jake Shields blev født den 9. januar i 1979 i Mountain Ranch i Californien og begyndte at træne brydning som 9-årig. Han fortsatte med brydning i både high school og college. I college mødte han Chuck Liddell som tilbød ham at komme og træne i sit gym. Et par uger senere, den 23. oktober 1999, fik han sin professionelle MMA-debut da han fik lov at træde ind som erstatning for en træningskammerat.

### MMA-karriere
Shields kæmpede sine fem første kampe i mellemvægt trods at hans naturliga vægtklasse egentlig var weltervægt. Efter at have vundet tre af sine fem første kampe debuterede han i februar 2001 som weltervægter i organisationen Gladiator Challenge. Till og med november samme år gik han fire kampe i organisationen og vandt samtlige. I sommeren 2001 begyndte han også at træne på Cesar Gracie Jiu-Jitsu.
Shields vandt 7 af sine 10 første professionelle MMA-kampe men havde endnu ikke haft nogle kampe i de store organisationer. I december 2002 debuterede han i den japanske organisation Shooto. Han mødte den top-3 rangerede Hayato Sakurai og vandt kampen på dommerstemmerne. Efter sejren over Sakurai blev han et stort navn i Japan og fortsatte med at kæmpe kampe i organisationer som Shooto og Pancrase. I juli 2004 vandt han sin første titel da han besejrede Ray Cooper og blev mellemvægtsmester i Shooto. Under sin tid i Japan blev Shields ved to lejligheder tilbudt kampe i Japans største MMA-organisation Pride men takkede nej. Han vendte i stedet tilbage til USA i 2006 og blev omgående mester i organisationen Rumble on the Rock efter at have vundet deres weltervægtsturnering. På vejen besejrede han Yushin Okami i semifinalen og Carlos Condit i finalen.
I juni 2007 besejrede han Ido Pariente og vandt dermed sin 7. sejr i træk siden han forlod Japan. I september samme år fik han sin første af fire kampe i organisationen EliteXC. Han vandt sine 2 første kampe i organisationen og blev dermed tilbudt en kamp weltervægts-titlen mod Nick Thompson i juli 2008. Shields vandt kampen via submission allerede efter et minut af den første omgang. Som ny titelholder (hans tredje i karrieren) blev han i medierne beskrevet som den bedste weltervægter udenfor UFC. Han forsvarede titlen mod Paul Daley i oktober samme år inden organisationen gik konkurs i løbet af vintern.
I stedet skrev Shields kontrakt med Strikeforce og debuterede mod Robbie Lawler i juni 2009 i en kamp han vandt på submission. Derefter blev han tilbudt en titelkamp i mellemvægt mod Jason Miller i november samme år. Efter at kampen gik alle 5 omgange gav dommerne Shields sejren. I april 2010 forsvarede Shields titlen ved at besejre Dan Henderson, via dommerstemmerne. Efter tre kampe i Strikeforce var hans kontrakt med organisationen slut. Da Shields og Strikeforce ikke kunne komme til enighed om en ny kontrakt blev han fri af organisationen den 30 juni 2010.

### Ultimate Fighting Championship
I juli skrev han kontrakt med UFC og debuterede på UFC 121 mod Martin Kampmann i oktober samme år. Shields tog sin 15. sejr i træk siden nederlaget mod Akira Kikuchi i december 2004 og blev dermed tilbudt en kamp mod den 7-gange weltervægtsmester Georges St-Pierre. Shields og St. Pierre mødtes på UFC 129 i Toronto den 30. april 2010. Efter at kampen havde fået alle 5 omgange gav dommerne sejren til St. Pierre. Shields tabte dermed sin første kamp i over 6 år.
Shields kæmpede hovedkamp mod Jake Ellenberger den 17. september, 2011 på UFC Fight Night: Shields vs. Ellenberger, hvor han tabte via TKO i 1. omgang. Dette var første gang at Shields blevet stoppet i over 10 år.
Shields mødte Yoshihiro Akiyama den 26. februar, 2012 på UFC 144, hvor han vandt en enstemmig afgørelse.

### Grappling-karriere
Shields har vundet flere titler indenfor både brydning og Brasiliansk Jiu-jitsu. Under sin tid i college vandt han både delstats- og nationale titler, han blev to gange (1997 og 1998) udset som All-American. Indenfor brasiliansk jiu-jutsu har han blandt andet vundet bronze på ADCC Submission Wrestling World Championship (2005) og guld ved De Pan Amerikanske lege (2005).

## Privatliv
Shields har datteren, Maddie (født december 2000) og er alenefar. Han er en livslang vegetar. Han har optrådt i både trykte og video-reklamer for PETA, hvor han underviser i sin vegetariske livstil.
Den 29. august, 2011, døde Shields far og manager Jack Shields i en alder af 67.